# José Espinós Stocklein
José Espinós Stocklein (f. 1911) fue un abogado, político, empresario y banquero español.

## Biografía
Abogado e industrial, fue militante del partido conservador y desempeñó cargos como el de presidente de la Diputación Provincial de Barcelona. Participó en diversas empresas navieras, si bien sus mayores éxitos los habría alcanzado en el comercio y la banca. Fue secretario del Banco de España y de la Cámara Oficial de Comercio, Industria y Navegación de Barcelona. En el momento de su deceso, ocurrido el 14 de enero de 1911 en Barcelona, dirigía el Banco de Barcelona.